# شير إكس
ShareX أو شير إكس هو برنامج حر ومفتوح المصدر لأخذ لقطات شاشة وتسجيل الشاشة لنظام مايكروسوفت ويندوز. يتم نشره بموجب رخصة جنو العمومية العامة. يتم استضافة رمز المشروع على غيت هاب. وهو متوفر أيضاً على متجر Microsoft  و Steam.